# Liste der Orte auf den Nördlichen Marianen
Die  Liste der Orte auf den Nördlichen Marianen bietet einen Überblick über die Entwicklung der Einwohnerzahl und eine alphabetische Übersicht der größeren Orte dieses US-amerikanischen Außengebietes im Pazifischen Ozean.

## Nach Einwohnerzahl
Es folgen die Einwohnerzahlen der Ortschaften nach offiziellen Zahlen, soweit bekannt:
| Orte auf den Nördlichen Marianen | Orte auf den Nördlichen Marianen | Orte auf den Nördlichen Marianen | Orte auf den Nördlichen Marianen | Orte auf den Nördlichen Marianen | Orte auf den Nördlichen Marianen |
| Rang                             | Ort                              | Einwohner                        | Einwohner                        | Einwohner                        | Gemeinde                         |
| Rang                             | Ort                              | Zensus 1990                      | Zensus 2000                      | Berechnung 2007                  | Gemeinde                         |
| -------------------------------- | -------------------------------- | -------------------------------- | -------------------------------- | -------------------------------- | -------------------------------- |
| 1.                               | San Antonio                      | 2.887                            | 4.741                            | 5.995                            | Saipan                           |
| 2.                               | San Vincente                     | 1.669                            | 3.494                            | 5.180                            | Saipan                           |
| 3.                               | Dandan                           | 901                              | 2.718                            | 5.056                            | Saipan                           |
| 4.                               | Tanapag                          | 1.602                            | 3.318                            | 4.886                            | Saipan                           |
| 5.                               | Garapan                          | 3.904                            | 3.588                            | 4.350                            | Saipan                           |
| 6.                               | Koblerville                      | 2.811                            | 3.543                            | 3.754                            | Saipan                           |
| 7.                               | Kagman                           | ---                              | 3.026                            | 3.695                            | Saipan                           |
| 8.                               | Chalan Kanoa                     | 2.549                            | 3.108                            | 3.221                            | Saipan                           |
| 9.                               | Gualo Rai                        | 1.746                            | 2.354                            | 2.612                            | Saipan                           |
| 10.                              | Susupe                           | 1.776                            | 2.083                            | 2.433                            | Saipan                           |
| 11.                              | San Jose                         | 1.358                            | 1.361                            | 2.123                            | Tinian                           |
| 12.                              | Capital Hill                     | 1.234                            | 1.496                            | 1.547                            | Saipan                           |
| 13.                              | Songsong                         | 1.313                            | 1.411                            | 1.280                            | Rota                             |
| 14.                              | Navy Hill                        | ---                              | 1.001                            | 1.218                            | Saipan                           |
| 15.                              | San Roque                        | 911                              | 983                              | 1.104                            | Saipan                           |
| 16.                              | San Jose                         | 839                              | 787                              | 973                              | Saipan                           |
| 17.                              | Alamagan Village                 | ---                              | 6                                | 8                                | Nördliche Inseln                 |

## Alphabetische Übersicht
Auf den sechs bewohnten Inseln der Nördlichen Marianen gibt es unter anderem die folgenden Ortschaften:
Auf Agrigan:
- Agrihan Village

Auf Alamagan:
- Alamagan Village

Auf Pagan:
- Pagan Village

Auf Rota:
| - Agatasi - Annex F - As Niebes - Gagani - Gampapa | - Ginalangan - I Chenchon - Liyu - Matpo - Sinapalo | - Songsong - Taimama - Tatgua - Tenetu |

Auf Saipan:
| - Achugao - As Lito - As Matuis - As Perdido - As Teo - As Terlaje - Capitol Hill - Chalan Galaidi - Chalan Kanoa - Chalan Kiya - Chalan Piao - Chinatown | - Dandan - Fina Sisu - Garapan - Gualo Rai - Kagman - Kalabera - Kannat Tabla - Koblerville - Laulau - Marpi - Matansa - Navy Hill | - Papago - Puerto Rico - Sadok Tasi - San Antonio - San Jose - San Roque - San Vicente - Susupe - Takpochao - Talafofo - Tanapag |

Auf Tinian:
| - Carolinas - Carolinas Heights | - Marpo Heights - Marpo Valley | - San Jose |

Alle anderen Inseln sind unbewohnt.